# レッツ・ラ・ゴー!
『レッツ・ラ・ゴー!』は、1986年1月9日から同年3月20日までTBS系列局（琉球放送を除く）で放送されていたTBS製作のバラエティ番組である。放送時間は毎週木曜 19:20 - 19:58 （日本標準時）。

## 出演者
- 所ジョージ - 前番組『遊びすぎじゃないの!?』から引き続き出演。
- なぎら健壱
- 桜金造
- 松本典子
- 早坂あきよ
- C-C-B

## スタッフ
- 構成：谷口秀一、黒木一由、堀厚、青島利幸
- 選曲：細田謙二
- 技術：村杉幸一
- カメラ：小山内義紀
- 調整：小野英夫
- 照明：和田洋一
- 音声：中島博和
- 音響効果：舘野忠之
- 美術制作：西川光三
- 美術デザイン：飯田稔
- 演出：高田卓哉
- プロデューサー：塩川和則
- 製作著作：TBS

## 主なコーナー
赤丸キンゾーショー
金造が赤丸急上昇の新人アーティストを紹介するコーナー。
COCONUT倶楽部
C-C-Bのエンターテイメントショー。
所さんの表現学入門
さまざまなシチュエーションに遭遇した際に、どのような表現をしたら良いかを所流に紹介するコーナー。
歌の玉手箱
ルーレット（レギュラー陣＋ゲスト歌手）で当たった人の歌を聞くコーナー。
| TBS系列 木曜19:20枠                                     | TBS系列 木曜19:20枠                                | TBS系列 木曜19:20枠                                                 |
| 前番組                                                  | 番組名                                             | 次番組                                                              |
| ------------------------------------------------------- | -------------------------------------------------- | ------------------------------------------------------------------- |
| 遊びすぎじゃないの!? （1985年10月3日 - 1985年12月19日） | レッツ・ラ・ゴー! （1986年1月9日 - 1986年3月20日） | ザ・チャンス! （1986年4月3日 - 1986年10月2日） ※水曜19:20枠から移動 |